# Medalhistas do tênis de mesa nos Jogos Asiáticos

## Individual
| Edição           | Individual masculino | Individual masculino  | Individual masculino     |
| ---------------- | -------------------- | --------------------- | ------------------------ |
| Edição           | Ouro                 | Prata                 | Bronze                   |
| Doha (2006)      | CHN Wang Hao         | CHN Ma Lin            | KOR Ryu Seung Min        |
| Doha (2006)      | CHN Wang Hao         | CHN Ma Lin            | HKG Li Ching             |
| Busan (2002)     | CHN Wang Liqin       | TPE Chuan Chih-Yuan   | CHN Kong Linghui         |
| Busan (2002)     | CHN Wang Liqin       | TPE Chuan Chih-Yuan   | KOR Oh Sang Eun          |
| Bangkok (1998)   | KOR Kim Taek Soo     | CHN Liu Guoliang      | CHN Kong Linghui         |
| Bangkok (1998)   | KOR Kim Taek Soo     | CHN Liu Guoliang      | KOR Oh Sang Eun          |
| Hiroshima (1994) | CHN Wang Tao         | KOR Yoo Nam Kyu       | CHN Ma Wenge             |
| Hiroshima (1994) | CHN Wang Tao         | KOR Yoo Nam Kyu       | KOR Kim Taek Soo         |
| Pequim (1990)    | CHN Ma Wenge         | CHN Wei Qingguang     | KOR Yoo Nam Kyu          |
| Pequim (1990)    | CHN Ma Wenge         | CHN Wei Qingguang     | CHN Chen Longcan         |
| Seul (1986)      | KOR Yoo Nam Kyu      | CHN Hui Jun           | JPN Yoshihito Miyazaki   |
| Seul (1986)      | KOR Yoo Nam Kyu      | CHN Hui Jun           | KOR Kim Wan              |
| Nova Deli (1982) | CHN Xie Saike        | JPN Kiyoshi Saito     | JPN Seiji Ono            |
| Nova Deli (1982) | CHN Xie Saike        | JPN Kiyoshi Saito     | PRK Cho Yong Ho          |
| Bangkok (1978)   | CHN Liang Geliang    | CHN Guo Yuehua        | JPN Norio Takashima      |
| Bangkok (1978)   | CHN Liang Geliang    | CHN Guo Yuehua        | PRK Cho Yong Ho          |
| Teerã (1974)     | CHN Liang Geliang    | JPN Mitsuru Kohno     | CHN Xu Shaofa            |
| Teerã (1974)     | CHN Liang Geliang    | JPN Mitsuru Kohno     | PRK Yun Chol             |
| Bangkok (1966)   | KOR Kim Chung Yong   | JPN Nobuhiko Hasegawa | JPN Koji Kimura          |
| Bangkok (1966)   | KOR Kim Chung Yong   | JPN Nobuhiko Hasegawa | IRI Houshang Bozorgzadeh |
| Jacarta (1962)   | JPN Keiichi Miki     | JPN Ichiro Ogimura    | JPN Koji Kimura          |
| Tóquio (1958)    | TPE Li Kou-Tin       | JPN Keisuke Tsunoda   | JPN Ichiro Ogimura       |
| Tóquio (1958)    | TPE Li Kou-Tin       | JPN Keisuke Tsunoda   | JPN Seiji Narita         |

| Edição           | Individual feminino  | Individual feminino  | Individual feminino |
| ---------------- | -------------------- | -------------------- | ------------------- |
| Edição           | Ouro                 | Prata                | Bronze              |
| Doha (2006)      | CHN Guo Yue          | HKG Tie Yana         | CHN Wang Nan        |
| Doha (2006)      | CHN Guo Yue          | HKG Tie Yana         | SIN Li Jia Wei      |
| Busan (2002)     | CHN Zhang Yining     | CHN Wang Nan         | KOR Ryu Ji Hae      |
| Busan (2002)     | CHN Zhang Yining     | CHN Wang Nan         | SIN Li Jia Wei      |
| Bangkok (1998)   | CHN Wang Nan         | CHN Li Ju            | KOR Ryu Ji Hae      |
| Bangkok (1998)   | CHN Wang Nan         | CHN Li Ju            | TPE Chen Jing       |
| Hiroshima (1994) | JPN Chire Koyama     | CHN Deng Yaping      | CHN Qiao Hong       |
| Hiroshima (1994) | JPN Chire Koyama     | CHN Deng Yaping      | HKG Chai Po Wa      |
| Pequim (1990)    | CHN Deng Yaping      | CHN Gao Jun          | CHN Qiao Hong       |
| Pequim (1990)    | CHN Deng Yaping      | CHN Gao Jun          | CHN Chen Zihe       |
| Seul (1986)      | CHN Jiao Zhimin      | CHN He Zhili         | KOR Yang Yong Ja    |
| Seul (1986)      | CHN Jiao Zhimin      | CHN He Zhili         | JPN Mika Hoshino    |
| Nova Deli (1982) | CHN Cao Yanhua       | CHN Tong Ling        | KOR Yang Yong Ja    |
| Nova Deli (1982) | CHN Cao Yanhua       | CHN Tong Ling        | CHN Yoon Kyung Mi   |
| Bangkok (1978)   | CHN Zhang Li         | CHN Zhang Deying     | KOR Kim Soon Ok     |
| Bangkok (1978)   | CHN Zhang Li         | CHN Zhang Deying     | JPN Kumiko Nagahara |
| Teerã (1974)     | CHN Zhang Li         | KOR Chung Hyun Sook  | CHN Hu Yulan        |
| Teerã (1974)     | CHN Zhang Li         | KOR Chung Hyun Sook  | PRK Pak Yong Ok     |
| Bangkok (1966)   | JPN Naoko Fukazu     | JPN Noriko Yamanaka  | KOR Choi Jung Sook  |
| Bangkok (1966)   | JPN Naoko Fukazu     | JPN Noriko Yamanaka  | KOR Yoon Ki Sook    |
| Jacarta (1962)   | JPN Kimiyo Matsuzaki | JPN Kazuko Yamaizumi | JPN Massako Seki    |
| Tóquio (1958)    | JPN Taeko Namba      | JPN Kazuko Yamaizumi | KOR Fujie Eguchi    |
| Tóquio (1958)    | JPN Taeko Namba      | JPN Kazuko Yamaizumi | KOR Choi Kyong Ja   |

## Dupla
| Edição           | Dupla masculina                     | Dupla masculina                   | Dupla masculina                      |
| ---------------- | ----------------------------------- | --------------------------------- | ------------------------------------ |
| Edição           | Ouro                                | Prata                             | Bronze                               |
| Doha (2006)      | HKG Ko Lai Chak Li Ching            | CHN Ma Lin Chen Qi                | CHN Wang Hao Ma Long                 |
| Doha (2006)      | HKG Ko Lai Chak Li Ching            | CHN Ma Lin Chen Qi                | TPE Chiang Peng-Lung Chuan Chih-Yuan |
| Busan (2002)     | KOR Ryu Seung Min Lee Chul Seung    | KOR Kim Taek Soo Oh Sang Eun      | CHN Wang Liqin Yan Sen               |
| Busan (2002)     | KOR Ryu Seung Min Lee Chul Seung    | KOR Kim Taek Soo Oh Sang Eun      | CHN Kong Linghui Ma Lin              |
| Bangkok (1998)   | CHN Kong Linghui Liu Guoliang       | KOR Lee Chul Seung Oh Sang Eun    | TPE Chiang Peng-Lung Chang Yen-Shu   |
| Bangkok (1998)   | CHN Kong Linghui Liu Guoliang       | KOR Lee Chul Seung Oh Sang Eun    | TPE Wu Wen-Chia Kuo Chih-Hsiang      |
| Hiroshima (1994) | KOR Lee Chul Seung Chu Kyo Sung     | KOR Yoo Nam Kyu Kim Taek Soo      | CHN Wang Tao Lu Lin                  |
| Hiroshima (1994) | KOR Lee Chul Seung Chu Kyo Sung     | KOR Yoo Nam Kyu Kim Taek Soo      | CHN Ma Wenge Zhang Lei               |
| Pequim (1990)    | CHN Ma Wenge Chen Zhibin            | CHN Chen Longcan Wei Qingguang    | KOR Yoo Nam Kyu Kim Taek Soo         |
| Pequim (1990)    | CHN Ma Wenge Chen Zhibin            | CHN Chen Longcan Wei Qingguang    | PRK Kim Guk Chol Kim Song Hui        |
| Seul (1986)      | CHN Teng Yi Hui Jun                 | KOR Yoo Nam Kyu Kim Wan           | KOR Ahn Jae Hyung Park Chang Ik      |
| Seul (1986)      | CHN Teng Yi Hui Jun                 | KOR Yoo Nam Kyu Kim Wan           | JPN Juzo Nukazuka Kiyoshi Saito      |
| Nova Deli (1982) | JPN Seiji Ono Hiroyuki Abe          | KOR Kim Ki Taek Kim Wan           | CHN Guo Yuehua Xie Saike             |
| Nova Deli (1982) | JPN Seiji Ono Hiroyuki Abe          | KOR Kim Ki Taek Kim Wan           | CHN Chen Xinhua Hui Jun              |
| Bangkok (1978)   | CHN Guo Yuehua Huang Dongshen       | INA Empie Wuisan Sinyo Supit      | CHN Chen Xinhua Liang Geliang        |
| Bangkok (1978)   | CHN Guo Yuehua Huang Dongshen       | INA Empie Wuisan Sinyo Supit      | KOR Yoon Kil Jung Park Lee Hee       |
| Teerã (1974)     | JPN Nobuhiko Hasegawa Mitsuru Kohno | CHN Liang Geliang Li Zhenshi      | CHN Xi Enting Xu Shaofa              |
| Teerã (1974)     | JPN Nobuhiko Hasegawa Mitsuru Kohno | CHN Liang Geliang Li Zhenshi      | VIE Huynh Van Ngoc Mai Van Minh      |
| Bangkok (1966)   | JPN Keiichi Miki Hiroshi Takahashi  | JPN Nobuhiko Hasegawa Koji Kimura | KOR Kim Chung Yong Park Chung Kil    |
| Bangkok (1966)   | JPN Keiichi Miki Hiroshi Takahashi  | JPN Nobuhiko Hasegawa Koji Kimura | TPE Li Kou-Tin Yang Jeng-Shyong      |
| Jacarta (1962)   | JPN Keiichi Miki Kei Konaka         | JPN Ichiro Ogimura Koji Kimura    | VIE Le Van Inh Le Van Tiet           |
| Tóquio (1958)    | VIE Tran Canh Duoc Mai Van Hoa      | TPE Li Kou Tin Son Ying-Chen      | VIE Le Van Tiet Tran Van Lieu        |
| Tóquio (1958)    | VIE Tran Canh Duoc Mai Van Hoa      | TPE Li Kou Tin Son Ying-Chen      | TPE Chen Kao-Shan Sheh Ching-Po      |

| Edição           | Dupla feminina                    | Dupla feminina                         | Dupla feminina                        |
| ---------------- | --------------------------------- | -------------------------------------- | ------------------------------------- |
| Edição           | Ouro                              | Prata                                  | Bronze                                |
| Doha (2006)      | CHN Guo Yue Li Xiaoxia            | HKG Tie Yana Zhang Rui                 | CHN Wang Nan Chen Qing                |
| Doha (2006)      | CHN Guo Yue Li Xiaoxia            | HKG Tie Yana Zhang Rui                 | TPE Huang Yi-Hua Lu Yun-Feng          |
| Busan (2002)     | KOR Lee Eun Sil Suk Eun Mi        | CHN Li Nan Zhang Yining                | CHN Wang Nan Guo Yan                  |
| Busan (2002)     | KOR Lee Eun Sil Suk Eun Mi        | CHN Li Nan Zhang Yining                | KOR Kim Moo Kyo Ryu Ji Hae            |
| Bangkok (1998)   | CHN Wang Nan Li Ju                | HKG Song Ah Sim Chan Tan Lui           | CHN Xu Jing Chen Chiu-Tan             |
| Bangkok (1998)   | CHN Wang Nan Li Ju                | HKG Song Ah Sim Chan Tan Lui           | KOR Lee Eun Sil Ryu Ji Hae            |
| Hiroshima (1994) | CHN Liu Wei Qiao Yunping          | CHN Deng Yaping Qiao Hong              | KOR Kim Moo Kyo Kim Bun Sik           |
| Hiroshima (1994) | CHN Liu Wei Qiao Yunping          | CHN Deng Yaping Qiao Hong              | KOR Park Hae Jung Ryu Ji Hae          |
| Pequim (1990)    | CHN Hyun Jung Hwa Hong Cha Ok     | CHN Deng Yaping Qiao Hong              | CHN Gao Jun Chen Zihe                 |
| Pequim (1990)    | CHN Hyun Jung Hwa Hong Cha Ok     | CHN Deng Yaping Qiao Hong              | PRK Li Bun Hui Yu Sun Bok             |
| Seul (1986)      | CHN Geng Lijuan Dai Lili          | CHN He Zhili Jiao Zhimin               | KOR Hyun Jung Hwa Yang Yong Ja        |
| Seul (1986)      | CHN Geng Lijuan Dai Lili          | CHN He Zhili Jiao Zhimin               | JPN Mika Hoshino Miki Kitsukawa       |
| Nova Deli (1982) | CHN Cao Yanhua Dai Lili           | CHN Tong Ling Pu Qijuan                | PRK Kim Gyong Sun Chang Yong Ok       |
| Nova Deli (1982) | CHN Cao Yanhua Dai Lili           | CHN Tong Ling Pu Qijuan                | PRK Li Gyong Suk Lim Jong Hwa         |
| Bangkok (1978)   | CHN Zhang Li Zhang Deying         | CHN Chang Siu Ying Hui So Hung         | CHN Cao Yanhua Yang Ying              |
| Bangkok (1978)   | CHN Zhang Li Zhang Deying         | CHN Chang Siu Ying Hui So Hung         | JPN Keiko Komuro Kumiko Nagahara      |
| Teerã (1974)     | CHN Zhang Li Zheng Huaiying       | JPN Tomie Edano Yukie Ohzeki           | KOR Kim Jin Hi Lee Ailesa             |
| Teerã (1974)     | CHN Zhang Li Zheng Huaiying       | JPN Tomie Edano Yukie Ohzeki           | PRK Kim Chang Ae Pak Yung Sun         |
| Bangkok (1966)   | JPN Naoko Fukazu Noriko Yamanaka  | KOR Choi Jung Sook Ro Hwa Ja           | JPN Tsunao Isomura Sachiko Isomura    |
| Bangkok (1966)   | JPN Naoko Fukazu Noriko Yamanaka  | KOR Choi Jung Sook Ro Hwa Ja           | TPE Lin Hsin-Chi Lou Chiou-Chu        |
| Jacarta (1962)   | JPN Seki Masako Noriko Yamanaka   | KOR Hwang Yool Ja Lee Yung Mi          | JPN Kazuko Yamaizumi Kimiyo Matsuzaki |
| Tóquio (1958)    | JPN Fujie Eguchi Kazuko Yamaizumi | HKG Bao Guio Wong Bik Yiu Chan Yuk Yee | KOR Choi Kyong Ja Wie Sang Sook       |
| Tóquio (1958)    | JPN Fujie Eguchi Kazuko Yamaizumi | HKG Bao Guio Wong Bik Yiu Chan Yuk Yee | TPE Chen Pao-Poe Shei Chang Chai-Wung |

| Edição           | Dupla mista                         | Dupla mista                          | Dupla mista                       |
| ---------------- | ----------------------------------- | ------------------------------------ | --------------------------------- |
| Edição           | Ouro                                | Prata                                | Bronze                            |
| Doha (2006)      | CHN Ma Lin Wang Nan                 | KOR Lee Jung Woo Lee Eun Hee         | KOR Yang Zi Li Jia Wei            |
| Doha (2006)      | CHN Ma Lin Wang Nan                 | KOR Lee Jung Woo Lee Eun Hee         | SIN Joo Se Hyuk Kim Kyung Ah      |
| Busan (2002)     | HKG Cheung Yuk Tie Yana             | KOR Ryu Seung Min Ryu Ji Hae         | CHN Wang Liqin Wang Nan           |
| Busan (2002)     | HKG Cheung Yuk Tie Yana             | KOR Ryu Seung Min Ryu Ji Hae         | CHN Ma Lin Li Nan                 |
| Bangkok (1998)   | CHN Wang Liqin Wang Nan             | KOR Oh Sang Eun Kim Moo Kyo          | PRK Kim Song Hui Kim Hyon Hui     |
| Bangkok (1998)   | CHN Wang Liqin Wang Nan             | KOR Oh Sang Eun Kim Moo Kyo          | JPN Ryo Yuzawa Keiko Okazaki      |
| Hiroshima (1994) | CHN Kong Linghui Deng Yaping        | TPE Chiang Peng-Lung Xu Jing         | KOR Yoo Nam Kyu Park Hae Jung     |
| Hiroshima (1994) | CHN Kong Linghui Deng Yaping        | TPE Chiang Peng-Lung Xu Jing         | TPE Wu Wen-Chia Chen Jing         |
| Pequim (1990)    | CHN Wei Qingguang Deng Yaping       | KOR Yoo Nam Kyu Hyun Jung Hwa        | CHN Chen Zhibin Chen Zihe         |
| Pequim (1990)    | CHN Wei Qingguang Deng Yaping       | KOR Yoo Nam Kyu Hyun Jung Hwa        | KOR Kang Hee Chan Hong Cha Ok     |
| Seul (1986)      | CHN Teng Yi Dai Lili                | CHN Hui Jun Geng Lijuan              | KOR Yoo Nam Kyu Yang Yong Ja      |
| Seul (1986)      | CHN Teng Yi Dai Lili                | CHN Hui Jun Geng Lijuan              | KOR Kim Wan Hyun Jung Hwa         |
| Nova Deli (1982) | CHN Xie Saike Cao Yanhua            | CHN Chen Xinhua Tong Ling            | KOR Yoon Kil Jung Yoon Kyung Mi   |
| Nova Deli (1982) | CHN Xie Saike Cao Yanhua            | CHN Chen Xinhua Tong Ling            | JPN Hiroyuki Abe Keiko Yamashita  |
| Bangkok (1978)   | CHN Guo Yuehua Zhang Li             | CHN Liang Geliang Zhang Deying       | KOR Yoon Kil Jung Kim Soon Ok     |
| Bangkok (1978)   | CHN Guo Yuehua Zhang Li             | CHN Liang Geliang Zhang Deying       | KOR Lee Sang Kuk Lee Ki Won       |
| Teerã (1974)     | CHN Liang Geliang Zheng Huaiying    | KOR Kang Moon Soo Kim Soon Ok        | JPN Mitsuru Kohno Tomie Edano     |
| Teerã (1974)     | CHN Liang Geliang Zheng Huaiying    | KOR Kang Moon Soo Kim Soon Ok        | KOR Choi Sung Kuk Lee Ailesa      |
| Bangkok (1966)   | JPN Koji Kimura Naoko Fukazu        | KOR Kim Chung Yong Yoon Ki Sook      | JPN Keiichi Miki Noriko Yamanaka  |
| Bangkok (1966)   | JPN Koji Kimura Naoko Fukazu        | KOR Kim Chung Yong Yoon Ki Sook      | KOR Park Chung Kil Choi Jung Sook |
| Jacarta (1962)   | JPN Ichiro Ogimura Kimiyo Matsuzaki | JPN Koji Kimura Kazuko Yamaizumi     | JPN Keiichi Miki Masako Seki      |
| Tóquio (1958)    | JPN Ichiro Ogimura Fujie Eguchi     | JPN Toshiaki Tanaka Kazuko Yamaizumi | JPN Seiji Narita Tomie Okawa      |
| Tóquio (1958)    | JPN Ichiro Ogimura Fujie Eguchi     | JPN Toshiaki Tanaka Kazuko Yamaizumi | KOR Keisuke Tsunoda Taeko Namba   |

## Equipe
| Edição           | Equipe masculina                                                 | Equipe masculina                                                              | Equipe masculina                                                     |
| ---------------- | ---------------------------------------------------------------- | ----------------------------------------------------------------------------- | -------------------------------------------------------------------- |
| Edição           | Ouro                                                             | Prata                                                                         | Bronze                                                               |
| Doha (2006)      | CHN Ma Lin Wang Hao Chen Qi Ma Long Hao Shuai                    | KOR Oh Sang Eun Ryu Seung Min Joo Se Hyuk Yoon Jae Young Lee Jung Woo         | HKG Ko Lai Chak Li Ching Cheung Yuk Leung Chu Yan                    |
| Doha (2006)      | CHN Ma Lin Wang Hao Chen Qi Ma Long Hao Shuai                    | KOR Oh Sang Eun Ryu Seung Min Joo Se Hyuk Yoon Jae Young Lee Jung Woo         | TPE Chiang Peng-Lung Chuan Chih-Yuan                                 |
| Busan (2002)     | CHN Kong Linghui Wang Liqin Ma Lin Liu Guozheng Yan Sen          | KOR Oh Sang Eun Ryu Seung Min Joo Se Hyuk Kim Taek Soo Lee Chul Seung         | HKG Ko Lai Chak Li Ching Cheung Yuk Leung Chu Yan                    |
| Busan (2002)     | CHN Kong Linghui Wang Liqin Ma Lin Liu Guozheng Yan Sen          | KOR Oh Sang Eun Ryu Seung Min Joo Se Hyuk Kim Taek Soo Lee Chul Seung         | TPE Chiang Peng-Lung Chuan Chih-Yuan Chang Yen-Shu                   |
| Bangkok (1998)   | CHN Kong Linghui Wang Liqin Liu Guoliang Yan Sen                 | KOR Oh Sang Eun Park Sang Joon Kim Taek Soo Lee Chul Seung                    | JPN Seiko Iseki Hiroshi Shibutani Toshio Tasaki Ryo Yuzawa           |
| Bangkok (1998)   | CHN Kong Linghui Wang Liqin Liu Guoliang Yan Sen                 | KOR Oh Sang Eun Park Sang Joon Kim Taek Soo Lee Chul Seung                    | TPE Chiang Peng-Lung Wu Chen-Chia Kuo Chin-Hsiang Chang Yen-Shu      |
| Hiroshima (1994) | CHN Kong Linghui Ma Wenge Lu Lin Wang Tao Zhang Lei              | KOR Chu Kyo Sung Yoo Nam Kyu Kim Taek Soo Lee Chul Seung Park Sang Joon       | JPN Sei Ito Koji Matsushita Yuji Matsushita Koichi Takeya            |
| Pequim (1990)    | KOR Yoo Nam Kyu Kim Taek Soo Kang Hee Chan Park Ji Hyun          | PRK Kim Song Hui Li Gun Sang Choi Gyong Sop Kim Guk Chol Kim Myong Jun        | CHN Chen Longcan Ma Wenge Wei Qingguang Chen Zhibin Zhang Lei        |
| Seul (1986)      | KOR Yoo Nam Kyu Kim Wan Ahn Jae Hyung Park Chang Ik              | CHN Chen Longcan Jiang Jialiang Chen Xinhua Teng Yi Hui Jun                   | JPN Juzo Nukazuka Hiroshi Shibutani Kiyoshi Saito Yoshihito Miyazaki |
| Nova Deli (1982) | CHN Guo Yuehua Cai Zhenhua Chen Xinhua Xie Saike Hui Jun         | JPN Juzo Nukazuka Seiji Ono Kiyoshi Saito Hiroyuki Abe Kenichi Sakamoto       | KOR Kim Ki Taek Kim Wan Park Lee Hee Yoon Kil Jung                   |
| Bangkok (1978)   | CHN Guo Yuehua Liang Geliang Chen Xinhua Huang Dongsheng         | JPN Norio Takashima Ichiro Hoshino Masahiro Maehara Hiroyuki Abe              | PRK Cho Yong Ho Hong Chol Ri Sung Taek Yun Chol                      |
| Teerã (1974)     | CHN Xi Enting Liang Geliang Li Zhenshi Xu Shaofa Tseng Po-Hsiung | JPN Nobuhiko Hasegawa Mitsuru Kohno Kinji Koyama Masayuki Kuze Takashi Tamura | PRK Cho Yong Ho Kong Jae Gyu O Sung Sam Yun Chol                     |
| Bangkok (1966)   | JPN Nobuhiko Hasegawa Koji Kimura Keiichi Miki Hiroshi Takahashi | TPE Li Kou-Tin Chen Jin-Lieh Wong Shan-Wu Yang Jeng-Shyong                    | KOR Kim Chung Yong Park Chung Kil                                    |
| Jacarta (1962)   | JPN Ichiro Ogimura Koji Kimura Keiichi Miki Kei Nonaka           | KOR Jung Young Moon Kang Hee Jun                                              | SIN .                                                                |
| Tóquio (1958)    | VIE Le Van Tiet Mai Van Hoa Tran Canh Duoc Tran Van Lieu         | JPN Ichiro Ogimura Toshiaki Tanaka Seiji Narita Keisuke Tsunoda               | IRN .                                                                |

| Edição           | Equipe feminina                                                   | Equipe feminina                                                     | Equipe feminina                                              |
| ---------------- | ----------------------------------------------------------------- | ------------------------------------------------------------------- | ------------------------------------------------------------ |
| Edição           | Ouro                                                              | Prata                                                               | Bronze                                                       |
| Doha (2006)      | CHN Wang Nan Guo Yue Guo Yan Li Xiaoxia Chen Qing                 | SIN Li Jia Wei Zhang Xueling Sun Bei Bei Tan Paey Fern Tan Yan Zhen | KOR Kim Kyung Ah Lee Eun Hee Park Mi Young Kwak Bang Bang    |
| Doha (2006)      | CHN Wang Nan Guo Yue Guo Yan Li Xiaoxia Chen Qing                 | SIN Li Jia Wei Zhang Xueling Sun Bei Bei Tan Paey Fern Tan Yan Zhen | PRK Kim Mi Young Kim Jong                                    |
| Busan (2002)     | PRK Kim Hyang Mi Kim Hyon Hui Kim Mi Yong Kim Yun Mi              | CHN Wang Nan Li Nan Guo Yan Zhang Yining Niu Jianfeng               | SIN Li Jia Wei Jing Jung Hong                                |
| Busan (2002)     | PRK Kim Hyang Mi Kim Hyon Hui Kim Mi Yong Kim Yun Mi              | CHN Wang Nan Li Nan Guo Yan Zhang Yining Niu Jianfeng               | JPN Satoko Kishida An Konishi Mikie Takahashi Aya Umemura    |
| Bangkok (1998)   | CHN Wang Nan Li Ju Wu Na Yang Ying                                | PRK Kim Hyon Hui Tu Jong Sil Wi Bok Sun                             | HKG Song Ah Sim Chan Tan Lui Wong Ching                      |
| Bangkok (1998)   | CHN Wang Nan Li Ju Wu Na Yang Ying                                | PRK Kim Hyon Hui Tu Jong Sil Wi Bok Sun                             | KOR Kim Moo Kyo Ryu Ji Hae Lee Eun Sil Park Hae Jung         |
| Hiroshima (1994) | CHN Deng Yaping Qiao Hong Liu Wei Qiao Yunping                    | HKG Chai Po Wa Chan Suk Yen Chan Tan Lui Cheng To                   | JPN Chire Koyama Rika Sato                                   |
| Pequim (1990)    | CHN Deng Yaping Qiao Hong Gao Jun Chen Zihe                       | KOR Hyun Jung Hwa Hong Cha Ok Hong Soon Hwa Lee Tae Joo             | HKG Chai Po Wa Chan Tan Lui                                  |
| Seul (1986)      | KOR Hyun Jung Hwa Kim Young Mi Lee Sun Yang Young Ja              | CHN He Zhili Geng Lijuan Dai Lili Jiao Zhimin                       | JPN Mika Hoshino Kiyomi Ishida Miki Kitsukawa Kyoko Uchiyama |
| Nova Deli (1982) | CHN Cao Yanhua Tong Ling Dai Lili Pu Qijan                        | KOR An Hae Sook Lee Soo Ja Yoon Kyung Mi Yang Young Ja              | PRK Chang Yong Ok Kim Gyong Sun Li Gyong Suk Lim Jong Hwa    |
| Bangkok (1978)   | CHN Cao Yanhua Zhang Li Zhang Deying Yang Ying                    | KOR Kim Soon Ok Lee Soo Ja Lee Ki Won Park Hong Ja                  | JPN Ryoko Chiba Keiko Komuro Kumiko Nagahara                 |
| Teerã (1974)     | CHN Zhang Li Hu Yulan Zheng Huaiying Huang Xiping                 | KOR Kim Soon Ok Lee Soo Ja Lee Ailesa Chung Hyun Sook Kim Jin Hi    | JPN Tomie Edano Yukie Ohzeki Fumiko Shinpo Shoko Takahashi   |
| Bangkok (1966)   | JPN Naoko Fukazu Sachiko Morisawa Noriko Yamanaka Tsunao Isomura  | KOR Choi Jung Sook Jong Hae Ok Ro Hwa Ja Yoon Ki Sook               | TPE Lin Hsin-Chi Lou Chiou-Chu                               |
| Jacarta (1962)   | JPN Kazuko Yamaizumi Kimiyo Matsuzaki Masako Seki Noriko Yamanaka | HKG Bao Guio Wong Bik Yiu Fan Sim Kwan                              | KOR Choi Kyong Ja Hwang Yool Ja Lee Shin Ja Lee Yung Mi      |
| Tóquio (1958)    | JPN Kazuko Yamaizumi Fujie Eguchi Taeko Namba Tomie Okawa         | KOR Choi Kyong Ja Wie Sang Sook                                     | TPE Chen Pao-Poe Shei Chang Chai-Wung                        |